# La Fòrça (Aude)
La Fòrça (en francès La Force) és un municipi francès situat al departament de l'Aude i a la regió d'Occitània.